# 伊村
伊村（法語：Y，法語發音：[i] ⓘ）是法國上法蘭西大區索姆省的一個市镇和村庄，属于佩罗讷区。该市镇亦是法國全國名称最短的市镇。居民一般都以Y字的法語名稱「Ypsilon」來稱呼這個村庄，並自稱為“Upsiloniens”。

## 地理
伊村（49°48'12"N, 2°59'31"E）面积2.73 平方千米，位于法国上法蘭西大區索姆省，该省份为法国北部沿海省份，北起加来海峡省和北部省，西接滨海塞纳省和大西洋英吉利海峡，南至瓦兹省，东临埃纳省。
与伊村接壤的市镇（或旧市镇、城区）包括：法尔维、克鲁瓦莫利尼欧、马蒂尼、维勒库尔。

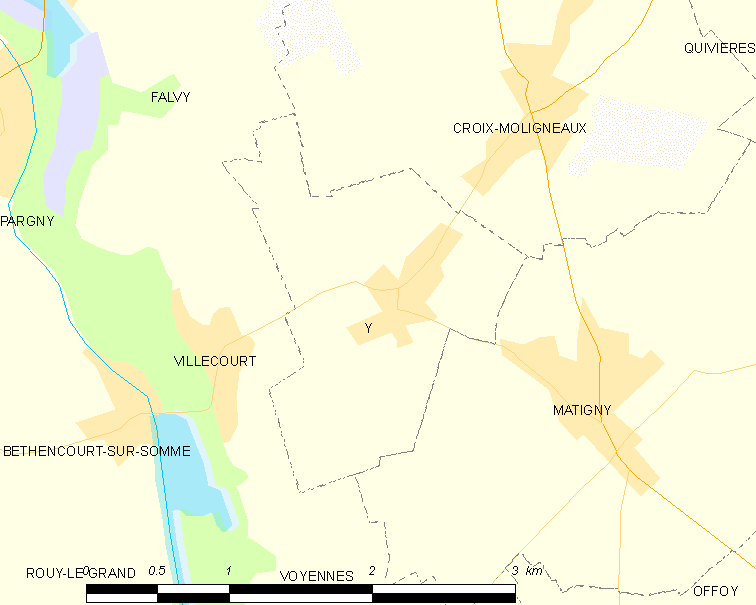
伊村的OSM定位图

伊村的时区为UTC+01:00、UTC+02:00（夏令时）。

## 行政
伊村的邮政编码为80190，INSEE市镇编码为80829。

## 政治
伊村所属的省级选区为阿姆县。

## 人口

1962-2008年间伊村人口变化图示

伊村于2022年1月1日时的人口数量为88人。